# Шпанско-амерички рат
Шпанско-амерички рат је био сукоб из 1898. године између Шпаније и САД. Повод за избијање сукоба је била америчка интервенција у Кубанском рату за независност. Амерички напади на шпанске пацифичке поседе је довео до мешања у Филипинску револуцију и Филипинско-америчког рата.
Побуне због шпанске владавине су годинама раније избијале на Куби. Рат је могао избити и раније, нпр. за време Вирџинијуске афере 1873. Крајем 1890-их, америчка јавност је била под утицајем против-шпанске пропаганде који су водили новинари као што су Џозеф Пулицер и Вилијам Херст, који су користили жуту штампу да критикују шпанску управу на Куби. Након мистериозног потапања америчког бојног брода УСС Мејн у хаванској луци, политички притисак Демократске странке и неких индустријалаца су натерали администрацију републиканског председника Вилијама Макинлија у рат који је он желео да избегне. Шпанија је тражила компромис, али су га САД одбациле упутивши ултиматум Шпанији захтевајући да преда контролу над Кубом.
Иако је главни повод рата била независност Кубе, десетонедељни рат је вођен и на Карибима и на Пацифику. Америчка поморска премоћ се показала одлучујућим фактором, што је омогућило америчким експедиционим снагама да се искрцају на Кубу и боре се против шпанских гарнизона, који су већ били бачени на колена због напада кубанских устаника и епидемијом жуте грознице. Бројчано надмоћне кубанске, филипинске и америчке снаге су издејствовале предају Сантијага де Кубе и Маниле, упркос јаком отпору неких шпанских пешадијских јединица и жестоких борби за положаје као што је брдо Сан Хуан. Након што су две застареле шпанске флоте потопљене код Сантијаго де Кубе и у Манилском заливу, а треће модерна флота повучена да брани обале Шпаније, Мадрид је затражио мир.
Резултат је био Париски мир, који је склопљен под условима који су погодовали САД, и који су дозволили привремену амерички контролу над Кубом и дали САД неограничену колонијалну управу над Порториком, Гвамом и Филипинима. Пораз и распад Шпанске империје је био тежак ударац за шпански национални понос и изазвао је дубоку филозофску и уметничку критику шпанског друштва у виду групе Генерација '98. САД су стекле неколико острвских поседа широм света, што је изазвало расправе о сврсисходности експанзионизма.

## Позадина
Крајем 19. вијека шпанска колонијална империја у западној хемисфери се свела на острвске поседе на Карибима, од којих је најважнији и најбогатији била Куба. На њој је од почетка 19. века, слично као и другим шпанским колонијалним посједима, бујао покрет за независност и устанци које су, шпанске власти, за разлику од већине осталих колонија, успели угушити. Иако је последњи такав устанак, познат под називом Десетогодишњи рат, године 1878. завршен поразом устаника и дугим периодом релативне стабилности, власт и ауторитет колонијалне матице, исцрпљене Карлистичким ратовима је све више слаби, док су се сами Кубанци све више окретали суседним Сједињеним Државама одакле је у другој половини 19. века продирало све више капитала.
Америчка спољна политика у 19. веку је била под утицајем Монроове доктрине према којој је требало да САД има доминантну улогу у западној хемисфери, а постојање колонијалних поседа или вазалних држава европских сила с тиме је било неспојиво. Иако су односи САД и Шпаније углавном били добри, останак стратешки важне Кубе у шпанским рукама се сматрао не само повредом Монроове доктрине него и опасношћу по америчку безбедност. Зато није била реткост заговарање рата са Шпанијом, како би јој се одузела и анектирала Куба. У годинама пред Амерички грађански рат, ти планови су имали и унутрашње политичке мотиве, пре свега у настојању да се робовласнички Југ новим поседима надокнади демографску, а самим тиме и политичку доминацију индустријског Севера. Међутим, САД све до самог краја 19. века нису имале војне и морнаричке ресурсе да се равноправно супротставе великим силама. Експанзионистичке планове је зауставио грађански рат, а победнички Сјевер није имао воље за ново крвопролиће. Уместо тога су се САД посветиле развитку индустрије и насељавању Запада као извору ресурса.
Међутим, 1890-их су се САД суочиле с тиме да су заокружиле своје копнене границе, док су европске империјалистичке силе настављале успостављати колонијалне посједе и ширити своју доминацију по Африци и Азији. Међу америчком елитом се почео ширити страх да ће САД због неучествовања у империјалистичкој подели света не само бити перципирана као другоразредна сила, него да би и сама могла бити мета империја Старог света. У томе је посебно гласан био заменик министра морнарице и утицајни политичар Теодор Рузвелт, који је сматрао да се САД морају једино ратом наметнути као равноправна војна сила. Сукоб сa спољним непријатељем је такође требало да помогне да ишчезну политичке и друге поделе, односно болни ожиљци изазвани грађанским ратом.
Као повод је послужио устанак који је избио 1895. године, касније познат као Кубански рат за независност. Упркос почетним неуспесима, побуњеници су, користећи герилску стратегију, успели поразити шпанске снаге. Нови гувернер, генерал Валеријано Вејлер је герилу одлучио сузбити одузевши јој базу у руралном становништву, и то масовним депортацијама у концентрационе логоре. Иако је тиме заустављено ширење устанка, у логорима су завладали глад и заразне болести, а вести о томе су дошле до америчке јавности. Она је већ деценијама била под утицајем Црне легенде, односно популарног става о Шпанији као тиранској, заосталој и примитивној земљи чија је империја створена геноцидом домородаца, експлоатацијом робова и крађом злата. Због тога, али и сличности са ситуацијама из властите прошлости, у САД су створене симпатије за побуњенике; њих су користили, али и „подгрејавали“ утицајни новински издавачи Вилијам Рендолф Херст и Џозеф Пулицер који су у кубанском сукобу видели и искористили сјајну прилику за продају својих новина, али и стварање политичког утицаја.

## Увод у рат
Пат-позиција у којој се нашла Куба - са шпанском владом неспособном да угуши устанак, а побуњеницима неспособним да истерају шпанску власт - је постала све мање прихватљива не само за америчку јавност, него и за пословне интересе који су губили новац због нестабилности изазване дуготрајним сукобом у непосредном суседству. Под њиховим притиском амерички председник Вилијам Макинли је одлучио да га оконча, пре свега кроз дипломатски притисак на Шпанију, претећи да ће побуњеницима признати статус зараћене стране и допремати им модерно оружје. На почетку се чинило да ће такав притисак уродити плодом када је новим шпански премијер постао Прахедес Сагаста, "голуб" који је настојао да сукоб с колонијама реши политичким компромисом. Он је пристао на Макинлијеве сугестије, па је 1. јануара 1898. на снагу ступио нови режим аутономије Кубе и Порторика.
Међутим, 11. јануара 1898. су у Хавани, главном граду Кубе, избили мањи нереди усмерени против америчких грађана и предузећа. Тадашњи новински извештаји су њихово избијање приписали шпанским официрима, разбешњени начином на који су приказивани у америчкој штампи. Макинли је на то одлучио да реагује војном демонстрацијом „ради заштите америчких грађана"; бојни брод УСС Мејн је послан у Хавану. Брод је упловио у Хаванску луку где је био усидрен све до 15. фебруара у 21:40 када је дошло до страховите експлозије услед које је брод потопљен, а погинуло 266 од 355 чланова посаде. Узроци и околности тог догађаја су остали неразјашњени, али су у америчкој јавности као последицу имали још радикалније захтјеве да се Шпанија - чије су се власти сматрале одговорнима - казни ратом и одузимањем свих колонија. Ти захтеви, које је сажела парола Херстових новина ("Remember the Maine, to hell with Spain" или, у преводу, „Сјетите се Мејна, дођавола са Шпанијом"), су постали преснажни чак и за рату дотле несклоног Макинлија. Конгрес САД је 20. априла донео заједничку резолуцију којом се одобрава коришћење „оружане силе како би Куба остварила независност од Шпаније"; исти дан је Шпанији послан ултиматум са захтевом да повуче своје трупе са Кубе. Шпанске власти су реаговале прекидом дипломатских односа 21. априла; следећи дан је Америчка ратна морнарица прогласила формалну блокаду Кубе; 23. априла је Шпанија формално објавила рат.

## Ток рата
САД су у рат ушле са великом надмоћи у индустријским ресурсима и морнаричким ефективима, док је Шпанија била дуже временски исцрпљена; њена морнарица, иако релативно модерна, није била у стању равноправно се супротставити америчкој, што је њене копнене снаге - иако по искуству, аклиматизацији и наоружању (поготово због кориштења модерних брзометних пушака Маузер) супериорне над америчким - на изолованим колонијалним поседима унапред одсекло од шпанске матице. Америчка ратна морнарица је, с друге стране, била изузетно добро припремљена за рат, пре свега логистички, али и уз пажљиву обавештајну припрему. Америчка копнена војска је, пак, у рат ушла с малим бројем војника и већим делом опремљена застарелим спорометним оружјем и незграпним Гатлинговим митраљезима и исто тако застарелом тактиком темељеном на искуствима грађанског рата; њене проблеме с људством је, пак, брзо решило ангажовањем ресурса државних милиција али и приливом чак 200.000 добровољаца; од њих је најпознатији био сам Теодор Рузвелт који ће формирати познату јединицу Груби јахачи.
Рат се водио на два главна и удаљена бојишта - Пацифику и Карибима. На првом је одлучен већ на самом почетку, када је америчка Азијска ескадра под комодором Џорџом Дјуијем 1. маја у Манилском заливу уништила шпанску ескадру адмирала Патрисија Монтојаа; то је Американцима омогућило да на Филипине несметано искрцавају трупе. Оне су до краја јуна, заједно са филипинским револуционарима, присилиле шпанске гарнизоне на предају. 12. јуна је вођа филипинских устаника Емилио Агуиналдо формално прогласио независност Филипина. Једини шпански гарнизон је био цитадела Интрамурос у Манили, која ће се одржати до краја рата. У међувремену су америчке снаге 20. јуна без отпора заузеле Гуам, чији малобројни шпански гарнизон уопште није знао за избијање рата.
На Карибима су се главне борбе водила на Куби. Америчке трупе су се 6. јуна искрцале, а 10. јуна након краћег шпанског отпора успеле заузети луку Гвантанамо на југоисточној обали острва. Главна мета Американаца је, пак, био град Сантијаго де Куба. Искрцавање на јужну обалу је почело 22. јуна, а 1. јула су у биткама на брду Сан Хуан и Ел Канеја шпанске снаге потиснуте према самом граду; из њега се блокирана шпанска ескадра покушала извући, што је 3. јула довело до битке код Сантијага де Кубе у којој је уништена од надмоћних америчких снага. Тај пораз је натерао шпански гарнизон да се преда 17. јула.
Амерички поход на Порторико је отпочео 12. маја поморским нападом на Сан Хуан након чега је уследила поморска блокада. Шпанске поморске снаге су је, међутим, 22. јуна успеле пробити и допремити свеже намирнице бранитељима; Американци су, међутим, неометано искрцали копнене трупе 25. јула; шпанске трупе су пружале отпор све до 13. августа.
Након губитка Филипина, пораза на Куби и уништења великог дела флоте, Шпанија је почела дипломатским каналима тражити мир. Примирје је службено потписано 12. августа, а након два месеца мучних преговора је у Паризу 10. децембра склопљен мировни споразум, који је амерички Сенат службено ратифицирао 6. фебруара 1899. Његовим одредбама је САД преузео власт над скоро свим шпанским прекоморским колонијама. Филипини, Гуам и Порторико су постали нове америчке прекоморске колоније, а на Куби је успостављена америчка војна управа која је формално предала власт кубанској цивилној влади 1902. године.